# KZDMA22
KZDMA22 è una District Management Area della municipalità distrettuale di Umgungundlovu. L'area si trova all'interno della municipalità locale di Mpofana e il suo territorio ricade all'interno del Highmoor/Kamberg Nature Reserve e si estende su una superficie di 167 km².

## Fiumi
- Klein – Mooi
- Mooi
- Ncibidwana